# Вулькапродерсдорф
Вулькапродерсдорф (нім. Wulkaprodersdorf) — ярмаркова громада в політичному окрузі Айзенштадт-Умгебунг федеральної землі Бургенланд, в Австрії.
Вулькапродерсдорф лежить на висоті  171 м над рівнем моря і займає площу  12,21 км². Громада налічує 1892 осіб. 
Густота населення 154,95 осіб/км².
|                                            |
| Вулькапродерсдорф на мапі округу та землі. |

 Адреса управління громади: Obere Hauptstraße 1, 7041 Wulkaprodersdorf. 

## Демографія
Історична динаміка населення міста за даними сайту Statistik Austria

## Виноски
- Офіційна сторінка [Архівовано 11 квітня 2022 у Wayback Machine.](нім.)